# Milan Krstić
Milan Krstić (serbisch-kyrillisch Милан Крстић; * 15. Januar 1945 in Pančevo, Königreich Jugoslawien) ist ein ehemaliger jugoslawisch-serbischer Handballspieler und Handballtrainer.

## Karriere

### Verein
Milan Krstić lernte das Handballspielen beim ORK Pančevo, bevor er 1962 zum ORK Belgrad und später zum RK Voždovac wechselte. Nach drei Jahren kehrte er in seine Heimatstadt zurück. 1965 bestritt der Rückraumspieler sein erstes Spiel für Dinamo Pančevo, nachts, draußen und auf Sand. Für Dinamo warf er in zehn Jahren über 2000 Tore in 489 Spielen. Der Verein wurde dreimal Dritter und zweimal Zweiter der jugoslawischen Bundesliga. Im Pokalfinale 1972 unterlag man RK Borac Banja Luka im Siebenmeterwerfen.
1975 wechselte er nach Deutschland zum Bundesliga-Aufsteiger SG Dietzenbach, mit dem er 1976 die Süd-Staffel der zweigleisigen Bundesliga gewann. In der Endrunde um die Meisterschaft scheiterte man mit 11:23 am TSV Grün-Weiß Dankersen (heute GWD Minden). Im DHB-Pokal 1976 unterlag man im Endspiel mit 12:13, erneut gegen Dankersen. Nach drei Jahren, in denen Krstić bester Torschütze der Mannschaft war, unterschrieb er beim Zweitligisten TSV Birkenau. Als Spielertrainer führte er Birkenau im ersten Jahr zum Bundesliga-Aufstieg. Nach Stationen bei Tuspo Nürnberg und Dietzenbach kehrte er nach Jugoslawien zurück. Dort trainierte er mehrere Mannschaften im Männer- und Frauenbereich.

### Nationalmannschaft
Mit der jugoslawischen Nationalmannschaft gewann Krstić bei der Weltmeisterschaft 1970 die Bronzemedaille. Eine Leistenverletzung verhinderte seine Teilnahme an den Olympischen Spielen 1972.